# Industrie nucléaire au Japon
| \| Tomari Ohma Higashidori Fukushima Daiichi Fukushima Daini Tōkai Mura Hamaoka Onagawa Kashiwazaki-Kariwa Ohi Shika Shimane Mihama Takahama Tsuruga Ikata Genkai Sendai \| Localisation des centrales nucléaires au Japon. |
| Tomari Ohma Higashidori Fukushima Daiichi Fukushima Daini Tōkai Mura Hamaoka Onagawa Kashiwazaki-Kariwa Ohi Shika Shimane Mihama Takahama Tsuruga Ikata Genkai Sendai                                                       |

Avant le séisme de 2011 du Tōhoku, le Japon produisait 30 % de son électricité à partir de 54 réacteurs nucléaires et prévoyait d'augmenter cette part à 50 %. L’énergie nucléaire était une priorité stratégique nationale au Japon.
En mars 2020, sur les 54 réacteurs, il y avait 42 réacteurs opérationnels, mais seuls 9 réacteurs répartis dans 5 centrales produisaient de l'électricité. Au total, 24 réacteurs sont programmés pour être déclassés ou sont en cours de déclassement. D'autres sont en train d'être réactivés, ou subissent des modifications visant à améliorer la résilience face aux catastrophes naturelles. Les objectifs énergétiques du Japon pour 2030 prévoient qu'au moins 33 d'entre eux seront réactivés à une date ultérieure.

## Historique

### Les premières années

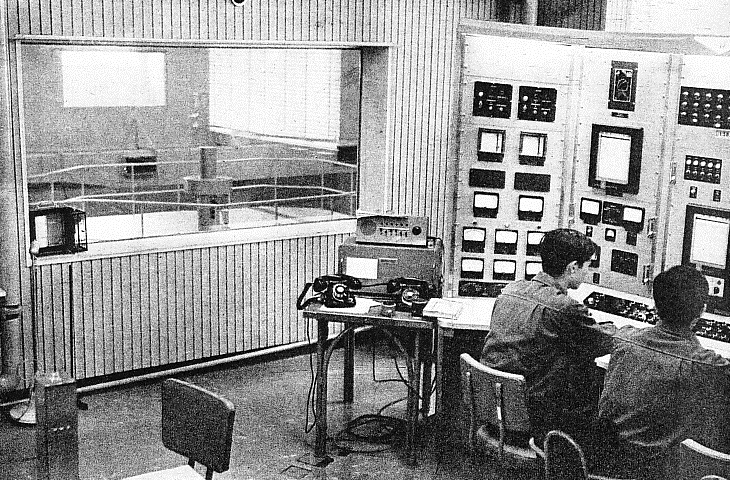
Réacteur de recherche n°1 en 1958.

Les premières recherches sur la physique nucléaire datent des années 1930. Elles participaient à l'éphémère programme d'armement nucléaire japonais. La figure de proue du programme atomique japonais est le Yoshio Nishina, proche collaborateur de Niels Bohr et un contemporain d'Albert Einstein. L'institut RIKEN possédait notamment deux cyclotrons. Aucune tentative n'est faite pour construire une pile d'uranium, l'eau lourde étant indisponible. Quelques décennies plus tard, Le Japon fut un des premiers signataires du Traité sur la non-prolifération des armes nucléaires.
En 1954, le Conseil de coordination des opérations du Conseil de sécurité nationale des États-Unis propose que le gouvernement américain entreprenne une « offensive vigoureuse » en faveur de l'énergie nucléaire pour le Japon afin de surmonter la réticence généralisée de la population japonaise à construire des réacteurs nucléaires dans le pays. Trente-deux millions de Japonais, soit un tiers de la population japonaise, ont signé une pétition appelant à l'interdiction de la bombe H. Pendant plusieurs années, à partir de 1954, la CIA des États-Unis et d’autres agences gouvernementales américaines ont mené une guerre de propagande ciblant la population japonaise pour vaincre l’opposition du peuple japonais à l’énergie nucléaire.
Le 2 mars 1954, le gouvernement Shigeru Yoshida alloue 235 millions de yens pour l'énergie nucléaire, marquant le début de son programme nucléaire, à peu près simultanément à la polémique du Daigo Fukuryū Maru. En 1955, des gisements d'uranium sont découverts au col de Ningyo dans le district de Tomata. L'Atomic Energy Basic Law (en) est promulguée le 19 décembre 1955, et permet la création d'une organisation nationale portant sur la recherche et le développement de l'industrie nucléaire, en limitant ses activités à des fins uniquement pacifiques. Le premier réacteur de la centrale de Tōkai, du type graphite-gaz, a été construite par la compagnie britannique General Electric Company et mise en service en 1966.

### Réacteurs à eau légère

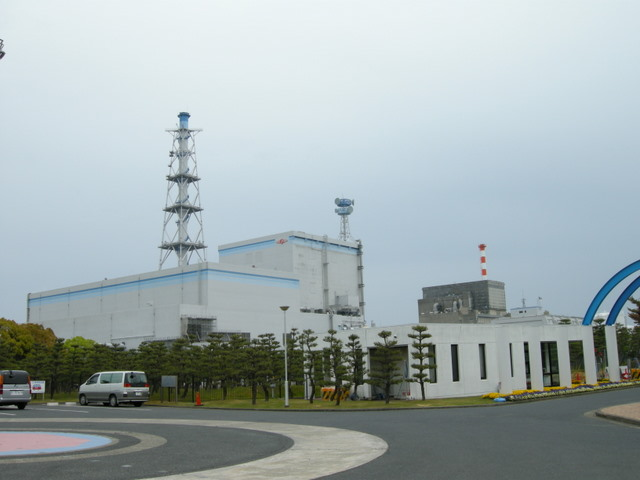
Tōkai-I et Tōkai-II.

Dans les années 1970, les premiers réacteurs à eau légère ont été construits en coopération avec des entreprises américaines. Ces centrales ont été achetées à des fournisseurs américains tels que General Electric et Westinghouse avec des travaux contractuels effectués par des entreprises japonaises (Toshiba, Hitachi, Mitsubishi), qui obtiendraient plus tard elles-mêmes une licence pour construire des modèles de centrales similaires. Les développements de l’énergie nucléaire et l'import des technologies ont permis aux entreprises et des instituts de recherche japonais de rattraper leur retard et de se positionner au même niveau que celles des pays occidentaux.

### Années 1980 et 1990
L'industrie nucléaire japonaise n'a pas été aussi durement touchée par les conséquences de l'accident de Three Mile Island ou celle de Tchernobyl comparativement à d'autres pays. La construction de nouvelles usines s'est poursuivie à un rythme soutenu tout au long des années 1980 et 1990. Mais l'éclatement de la bulle spéculative japonaise au début des années 1990 met fin au miracle économique et fait place à la décennie perdue. Une série de projets sont ainsi abandonnés :
- la centrale nucléaire de Hōhoku à Hōhoku, Yamaguchi  – 1994
- la centrale nucléaire de Kushima à Kushima, Miyazaki  – 1997
- la centrale nucléaire d'Ashihama à Ashihama, Mie  – 2000
- la centrale nucléaire de Maki à Maki, Niigata (Kambara)  – 2003
- la centrale nucléaire de Suzu à Suzu, Ishikawa  – 2003

Conjointement à partir du milieu des années 1990, plusieurs accidents et dissimulations liés au nucléaire se sont produits au Japon qui ont érodé la perception du public à l'égard de l'industrie, entraînant des protestations et une résistance aux nouvelles centrales. Ces accidents comprenaient les accidents de Tokaimura, l'explosion de vapeur de Mihama, les dissimulations après un accident au réacteur de Monju, entre autres, plus récemment les conséquences du séisme de 2007 de Chūetsu-oki.

### Années 2000
Le 18 avril 2007, le Japon et les États-Unis ont signé le Plan d'action conjoint États-Unis-Japon sur l'énergie nucléaire, visant à mettre en place un cadre pour la recherche et le développement conjoints de la technologie de l'énergie nucléaire. Chaque pays mènera des recherches sur la technologie des réacteurs à neutrons rapides, la technologie du cycle du combustible, la simulation et la modélisation informatiques avancées, les petits et moyens réacteurs, les garanties et la protection physique ; et la gestion des déchets nucléaires.
En mars 2008, la Compagnie d'électricité de Tokyo annoncé que la mise en service de quatre nouveaux réacteurs nucléaires serait reportée d'un an en raison de l'intégration de nouvelles évaluations de résistance aux séismes. Les tranches 7 et 8 de la centrale de Fukushima Daiichi entreront désormais en exploitation commerciale respectivement en octobre 2014 et octobre 2015. L'unité 1 de la centrale de Higashidori devrait désormais entrer en service en décembre 2015, tandis que l'unité 2 démarrera au plus tôt en 2018. En septembre 2008, les ministères et agences japonais cherchaient à augmenter le budget 2009 de 6 %. Le total demandé s'élève à 491,4 milliards de yens japonais, et les axes de recherche sont le développement du cycle des réacteurs surgénérateurs rapides, les réacteurs à eau légère de nouvelle génération, le projet ITER et la sécurité sismique.

### Catastrophe nucléaire de Fukushima
Le 11 mars 2011, un séisme de magnitude 9 déclenche un tsunami qui dévaste la côte Pacifique du Tōhoku au Japon et provoque l'accident nucléaire de Fukushima : la centrale nucléaire est endommagée, provoquant un défaut de refroidissement, des fusions de cœur dans plusieurs réacteurs puis des ruptures de confinement et d'importants rejets radioactifs.
Cet événement entraîne des conséquences sur les installations de la centrale nucléaire de Fukushima Daiichi, quatre des réacteurs sont définitivement arrêtés en juin 2011, mais aussi sur toute l'industrie nucléaire au Japon : tous les réacteurs nucléaires sont progressivement mis à l’arrêt.

### Impact à court terme de la catastrophe nucléaire de Fukushima

Carte montrant l'épicentre du tremblement de terre et la position des centrales nucléaires.

L'État japonais décide en avril 2011 de geler toute nouvelle construction de centrale nucléaire avant prise en compte de mesures complémentaires à la suite de l’analyse complète de l’accident.
Le 6 mai 2011, le Premier ministre japonais Naoto Kan a demandé à l’exploitant Chubu Electric Power de suspendre le fonctionnement de tous les réacteurs de la centrale nucléaire de Hamaoka. Il y a en effet une probabilité de 87 % qu'un séisme de magnitude 8,0 frappe la région de Tōkai, dans les 30 ans. Des mesures complémentaires doivent donc être prises pour résister aux effets d’un tsunami consécutif à un tel séisme. Le 11 mai 2011, à la suite de la catastrophe, le premier ministre annonce une nouvelle orientation du programme nucléaire japonais, abandonnant son objectif de 50 % de d’énergie nucléaire pour réaliser « des efforts pour promouvoir les énergies renouvelables ».
En réponse, l'exploitant Chubu Electric Power annonce le 22 juillet 2011 qu'il va construire un mur anti-tsunami de 18 mètres de haut et de 1,6 km de long qui permettra de faire face à un séisme similaire à celui du 11 mars 2011, la centrale n'étant actuellement protégée que par des dunes de sable de 10 à 15 mètres de haut. Le coût de cette infrastructure serait de 100 milliards de yens (885 millions d'euros).
Le 13 juillet 2011, après que l’ancien premier Ministre, Naoto Kan, ait pour la première fois évoqué  la possibilité à terme d’un abandon total du nucléaire sur le sol nippon, son successeur Yoshihiko Noda nuance cette position, en visant « une réduction aussi forte que possible de la dépendance à l’énergie nucléaire à moyen ou long terme ». Il annonce le retour à l’exploitation des centrales existantes qui auront passé les tests de sécurité, précisé que la construction de nouvelles usines « serait difficile » et que le sort des usines prévues ou en construction serait à envisager au cas par cas . À l’inverse, les autorités et représentants de l'industrie nucléaire affirment leur volonté de continuer les constructions à l’export.
En juillet 2011, 16 des 54 réacteurs du Japon sont encore  en activité. Le 17 août le METI (ministère de l’Économie et de l’industrie japonais)  autorise le redémarrage d'un réacteur de la centrale nucléaire de Tomari. Ce réacteur est arrêté en mai 2015.
Afin de renforcer son dispositif sécuritaire et durcir les normes nucléaires dans le pays, le Japon entreprend une révision de l’administration nucléaire et va notamment créer une nouvelle entité de contrôle de la sûreté nucléaire indépendante du ministère de l’industrie,. Concrètement, en raison des défaillances de l'Agence japonaise de sûreté nucléaire avant et pendant l'accident nucléaire de Fukushima, son directeur a été remercié en août 2011, et l'agence elle-même va être entièrement refondue.
Un livre blanc sur l'énergie, approuvé par le Cabinet japonais en octobre 2011, affirme que « la confiance du public dans la sécurité de l'énergie nucléaire a été grandement endommagée » par la catastrophe de Fukushima et appelle à une réduction de la dépendance du pays à l'énergie nucléaire
Le 27 décembre 2011, Yūhei Satō, gouverneur de la Préfecture de Fukushima, informe l'exploitant Tepco de son intention de déclasser toutes les centrales nucléaires situées dans la préfecture.
Fin janvier 2012, seulement cinq des 54 réacteurs restent en activité. Les autorités locales hésitent en effet à autoriser le redémarrage des unités à l'arrêt pour maintenance devant les réticences de la population. Pour faire face à la demande en électricité, des centrales thermiques ont dû être remises en exploitation par les différents opérateurs. Le dernier réacteur en activité, Tomari 1 sur l'île de Hokkaido, ferme pour inspection le 6 mai 2012.
Au 27 mars 2012, le Japon ne comptait qu'un seul réacteur nucléaire sur 54 en fonctionnement ; le Tomari-3 , après l'arrêt du Kashiwazaki-Kariwa 6. Le Tomari-3 a été arrêté pour maintenance le 5 mai, laissant le Japon sans électricité d'origine nucléaire pour la première fois depuis 1970, lorsque les deux seuls réacteurs du pays à l'époque ont été mis hors service pendant cinq jours pour maintenance.
Le 11 juin 2012, TEPCO annonce la signature d'un contrat avec Qatar Liquefied Gas Company pour l'achat d'un million de tonnes de gaz naturel liquéfié sur un an, afin  d'alimenter ses centrales thermiques, ses centrales nucléaires étant à l’arrêt.
Le 15 juin 2012, avec l’accord des autorités locales, le gouvernement japonais autorise le redémarrage des deux réacteurs Ohi 3 & 4 pour raisons économiques; alors que la nouvelle autorité de régulation nucléaire qui devra être indépendante du ministère japonais de l’industrie ouvertement pro-nucléaire, n’est toujours pas en place. Ces centrales seront arrêtées en mars 2013.
Le 28 juin 2012, la compagnie TEPCO est nationalisée par l’État japonais.
Le 14 septembre 2012, le gouvernement japonais décide de sortir du nucléaire dans le courant des années 2030 dans le cadre d'une nouvelle stratégie en matière de production énergétique,. La politique envisagée est de ne plus construire de nouveaux réacteurs, et de ne pas prolonger ceux existants au-delà de 40 ans, ce qui correspond à l'arrêt des derniers réacteurs livrés en 2005, vers 2045. Cette réorientation du bouquet énergétique doit être accompagnée par un effort en faveur des énergies renouvelables, dont le détail doit être déterminé avant la fin de l'année.
En septembre 2013, tous les réacteurs nucléaires nippons sont arrêtés. Les autorités locales hésitent en effet à autoriser le redémarrage des unités à l'arrêt pour maintenance devant les réticences de la population. Pour faire face à la demande en électricité, des centrales thermiques sont remises en exploitation par les différents opérateurs.

### 2013-2014: vers une reprise d'activité
En décembre 2012, le nouveau ministre japonais de l'Industrie, Toshimitsu Motegi (PLD), se prononce pour une révision de l'objectif zéro nucléaire prévu par son prédécesseur, passé désormais à l'opposition (PDJ). Le 1er janvier, le nouveau premier ministre Shinzo Abe déclare envisager la construction de nouveaux réacteurs nucléaires. Un sondage publié le 6 janvier par le Yomiuri Shinbun révèle que 54 % des maires des 135 communes abritant des réacteurs ou se situant à proximité immédiate d'une centrale approuveraient le redémarrage des centrales, et que seuls 18 % s'y opposeraient.
En 2014, à la suite de l'échec du prototype de réacteur rapide refroidi au sodium de Monju, le Japon a accepté de coopérer au développement du réacteur surgénérateur rapide refroidi au sodium de démonstration français Astrid. En mai 2014, le tribunal du district de Fukui a bloqué le redémarrage des réacteurs d'Oi.
En juillet 2014, la Commission de réglementation de l'énergie nucléaire japonaise a approuvé le dossier de certification de la sûreté de deux des 48 réacteurs nucléaires du Japon - Sendai 1 et 2, situés dans le sud-ouest du pays. 
Selon le quotidien économique japonais Nihon Keizai Shinbun du 5 septembre 2014, le gouvernement japonais aurait l'intention de demander aux compagnies électriques de démanteler 12 réacteurs sur 48, les plus anciens ou les plus coûteux à mettre aux nouvelles normes de sécurité, afin d'obtenir le soutien populaire nécessaire au redémarrage des réacteurs les plus récents.

### Politique post-Fukushima

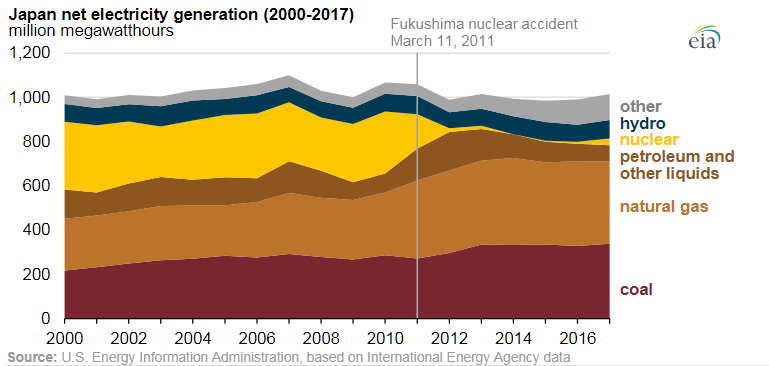
L'utilisation de l'énergie nucléaire (en jaune) dans la production d'électricité au Japon a considérablement diminué après l'accident de Fukushima.

Le nouveau plan énergétique du Japon, approuvé par le cabinet du Parti libéral-démocrate en avril 2014, considère l'énergie nucléaire comme « la source d'énergie la plus importante du pays ». En 2015, Le gouvernement souhaite que la production couvre de 20 à 22 % de la production d’électricité à l’horizon 2030 au lieu des 50 % prévus avant la catastrophe de Fukushima. Avant 2011 le nucléaire représentait 29 %. Pour parvenir à son nouvel objectif, le Japon prévoit de développer ses énergies renouvelables, en faisant grimper la part du solaire, de l’éolien et de l’hydroélectricité de 10 % en 2014 à 22-24 % de la production électrique à l’horizon 2030.  Renversant une décision du précédent Parti démocrate, le gouvernement rouvrira les centrales nucléaires, en visant « une structure énergétique réaliste et équilibrée ». 
2015 est aussi l'année du timide redémarrage de l'industrie nucléaire nippone après de grands travaux d'amélioration de la sûreté, une mise aux normes post-Fukushima et une réforme du gendarme du nucléaire japonais, la Commission de réglementation de l'énergie nucléaire (NRA). Kyushu Electric Power Company redémarre le réacteur Sendai 1, à Satsumasendai dans le sud-ouest de l’Archipel. La NRA donne son autorisation définitive au redémarrage des deux réacteurs de Sendai au mois de mai 2015.
En avril 2015, les tribunaux ont bloqué le redémarrage de deux réacteurs de la centrale nucléaire de Takahama, mais ont autorisé le redémarrage de deux réacteurs de la centrale nucléaire de Sendai. Le gouvernement prévoit que l'énergie nucléaire produira 20 % de l'électricité du Japon d'ici 2030.
En 2015, l'Agence des ressources naturelles et de l'énergie a modifié les dispositions comptables de la loi sur le secteur de l'électricité, afin que les entreprises puissent comptabiliser les coûts de déclassement en dix versements annuels plutôt qu'en une seule fois. Cela encouragera le déclassement des unités nucléaires plus anciennes et plus petites, dont la plupart n’ont pas redémarré depuis 2011.
En juin 2015, l'approbation de la nouvelle Agence de réglementation nucléaire était demandée pour le redémarrage de 24 unités, sur les 54 unités pré-Fukushima. Les unités doivent également être approuvées par les autorités préfectorales locales avant de redémarrer.
En juillet 2015, le chargement du combustible a été achevé à la centrale nucléaire de Sendai 1, il a redémarré le 11 août 2015 et a été suivi par l'unité 2 le 1er novembre 2015. L'Autorité de réglementation nucléaire japonaise a approuvé le redémarrage d'Ikata 3 qui a eu lieu le 19 avril 2016, ce réacteur est le cinquième à recevoir l'autorisation de redémarrer. La tranche 4 de la centrale nucléaire de Takahama a redémarré en mai 2017 et la tranche 3 en juin 2017. Sendai 2 redémarre en septembre, et trois autres réacteurs devaient suivre. Selon un sondage réalisé par le quotidien Mainichi Shimbun auprès de 1 000 personnes, 57 % sont contre la relance de Sendai et 30 % la soutiennent.
En février 2016, la compagnie Kansai Electric Power redémarre les unités 3 et 4 de la centrale de Takahama, mais un tribunal, saisi par un groupe de riverains décide de l'arrêt des deux réacteurs quelques semaines après, le juge estimant que la compagnie n’avait pas fourni suffisamment d’explications sur les mesures de sûreté. La Haute Cour de justice d’Osaka invalide cette décision en mars 2017.
En novembre 2016, le Japon a signé un accord de coopération nucléaire avec l'Inde, permettant de relancer les constructeurs de centrales nucléaires japonaises, à la suite de la fin brutale des commandes après la catastrophe de Fukushima. Cependant, il existe une opposition intérieure japonaise à l'accord, car l'Inde n'a pas jamais signé le Traité sur la non-prolifération des armes nucléaires.
En avril 2017, sur 42 réacteurs restants dans l’archipel (contre 54 avant le drame de Fukushima), trois seulement sont en service : Sendai 1 et 2, Ikata 3. En mars 2021, neuf réacteurs sont opérationnels.
Dans le plan pluriannuel sur l’énergie 2021-2024, validé à l’automne 2021, le nucléaire est présenté comme utile pour la décarbonation. Le plan confirme l'objectif d'un retour du nucléaire à hauteur de 20 à 22 % du mix électrique en 2030 contre environ 7 % en 2021.

## Centrales

### Réacteurs opérationnels
En janvier 2024, il y avait 33 réacteurs opérationnels au Japon, dont 10 réacteurs sont actuellement en exploitation. De plus, 7 réacteurs ont été approuvés pour le redémarrage et 8 autres ont des demandes de redémarrage en cours d'examen.

## Production électrique

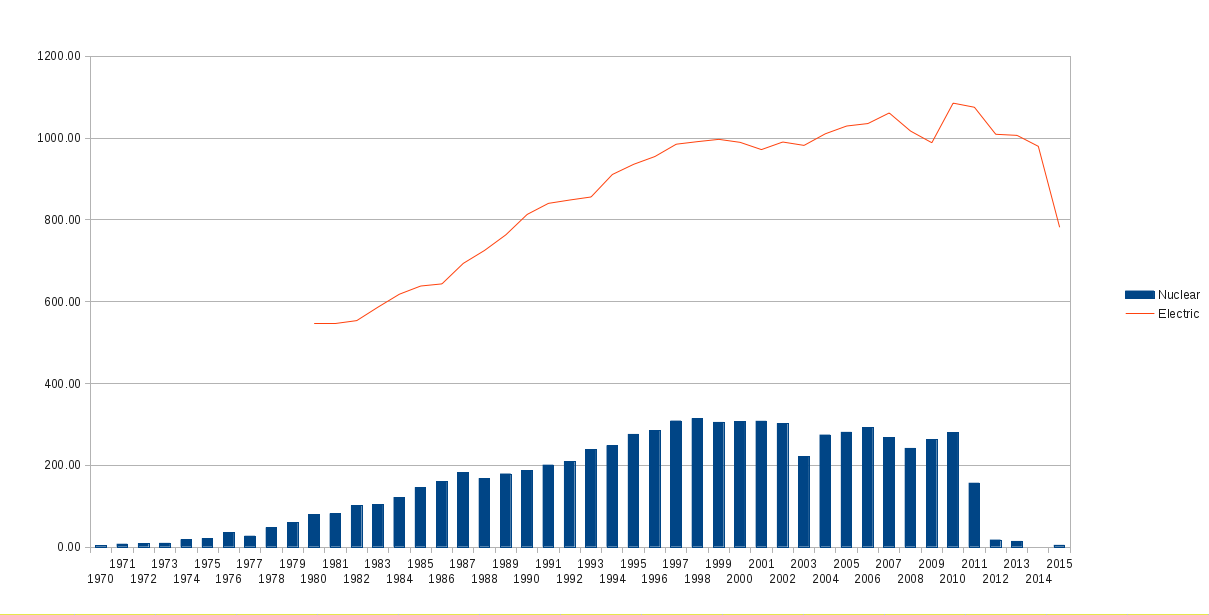
Production électrique d'origine nucléaire de 1970 à 2015.

## Programmes de recherche et développement
En 2019, le Ministère de l'Économie, du Commerce et de l'Industrie (METI) a mis en place le programme Nexip (Nuclear Energy x Innovation Promotion), s’inspirant du programme américain GAIN (Gateway for Accelerated Innovation in Nuclear) et visant à la mise au point de technologies innovantes : SMR et génération IV (RNR, HTR, MSR, etc.). Le plan d’action gouvernemental publié fin 2020, fixant l’objectif de neutralité carbone en 2050, soulignait l’importance de développer les coopérations internationales, y compris sur les SMR, de poursuivre les recherches en faveur de la fermeture du cycle du combustible avec le développement de la filière des RNR, ou encore de produire de l’hydrogène bas carbone à partir de réacteurs à haute température.
Le Japon vise le redémarrage du réacteur à neutrons rapide Jōyō en 2024 et participe à plusieurs projets internationaux sur les RNR. GE Hitachi Nuclear Energy (GEH) et Mitsubishi Heavy Industries (MHI) développent des concepts de petits réacteurs modulaires de 300 MWe, respectivement à eau bouillante et pressurisée. La société canadienne Ontario Power Generation (OPG) a d’ailleurs passé commande à GEH de quatre exemplaires du SMR BWRX-300 d’Hitachi, la fin de construction du premier réacteur étant prévue en 2028. Les deux sociétés japonaises IHI et JGC, contribuent au projet de SMR américain NuScale. Le réacteur expérimental à haute température HTR de la JAEA a récemment pu redémarrer ; il permettra d'expérimenter la production d’hydrogène par le procédé thermochimique iode-soufre, ou d’accompagner MHI pour le développement d’un réacteur de technologie HTR de 300 MWe.
Le groupe industriel japonais Mitsubishi Heavy Industries (MHI) développe le réacteur à eau légère avancé SRZ-1200 en collaboration avec quatre énergéticiens japonais. Le 29 septembre 2022, MHI annonce que la conception du réacteur est achevée et que la conception de base (Basic Engineering) se poursuit avec un objectif de mise sur le marché vers 2035. Ce réacteur à eau sous pression intègre les exigences légales en vigueur post-Fukushima pour les installations de sécurité améliorées et la résistance aux catastrophes naturelles ainsi que la sécurité contre les actes terroristes et les évènements imprévus.

## Déchets nucléaires

### Usine nucléaire de Rokkasho
La politique japonaise est de retraiter son combustible nucléaire usé. À l'origine, le combustible usé était retraité sous contrat en Angleterre à Sellafield et en France à La Hague.
En janvier 1987, le groupe japonais Japan Nuclear Fuel Limited (JNFL), détenu par les dix grands électriciens du pays, annonce qu'il a sélectionné la SGN, une filiale de la COGEMA, pour construire au nord du pays, sur le site de Rokkasho, sa première usine de retraitement de déchets nucléaires du pays, combinant des technologies françaises avec des procédés développés par des acteurs nippons. Tokyo évalue alors le coût du chantier à 4,6 milliards de dollars et planifie un lancement des opérations de retraitement en 1997.
Le planning annoncé est largement dépassé. En avril 2023, le 26e repport de la date de mise en route est annoncé. Il fixe, cette fois-ci, au premier semestre 2024 la mise en service de l'usine.
La politique consistant à utiliser le plutonium récupéré comme combustible MOX a été remise en question des raisons économiques, et en 2004, il a été révélé que le ministère de l’Économie, du Commerce et de l’Industrie avait dissimulé un rapport de 1994 indiquant que le retraitement du combustible usé coûterait quatre fois plus cher que son enfouissement. En effet, le coût de production du combustible MOX a quasiment quadruplé entre 1999 et 2017, suscitant des doutes quant à la rentabilité du retraitement du combustible nucléaire. En 2018, la Commission japonaise de l'énergie atomique a mis à jour les directives sur le plutonium pour tenter de réduire les stocks de plutonium, stipulant que l'usine de retraitement de Rokkasho ne devrait produire que la quantité de plutonium requise pour le combustible MOX des centrales nucléaires japonaises.

### Stockage géologique en profondeur
En 2000, une loi sur l'élimination définitive des déchets radioactifs décide la création d'une nouvelle organisation chargée de gérer les déchets hautement radioactifs, et plus tard cette année-là, l'Organisation japonaise de gestion des déchets nucléaires (NUMO) est créée sous l'autorité du ministère de l'Économie, du Commerce et de l'Industrie. La NUMO est responsable de la sélection d'un site de dépôt géologique profond permanent, de la construction, de l'exploitation et de la fermeture de l'installation pour le stockage des déchets d'ici 2040. La sélection du site a commencé en 2002 et les informations sur les candidatures ont été envoyées à 3 239 municipalités, mais en 2006, aucun gouvernement local ne s'était porté volontaire pour accueillir l'installation. La Préfecture de Kōchi a manifesté son intérêt en 2007, mais son maire a démissionné en raison de l'opposition locale. En décembre 2013, le gouvernement a décidé d'identifier les zones candidates appropriées avant de contacter les municipalités.
En 2014, le chef du groupe d'experts du Conseil scientifique du Japon a déclaré que les conditions sismiques du Japon rendaient difficile la prévision des conditions du sol sur les 100 000 années nécessaires, et qu'il serait donc impossible de convaincre le public de la sécurité du stockage géologique en profondeur.

### Surgénération
Le 28 mars 2018, l’Autorité de régulation du nucléaire (ARN) valide le démantèlement du surgénérateur de Monju, bâti à Tsuruga dans le département de Fukui. Le démontage est prévu pour s'étaller sur trente ans, et coûter 2,86 milliards d’euros. L'opération commencera dès juillet 2018 par le retrait du combustible, puis le sodium sera retiré. Monju a fait l’objet d’un investissement gouvernemental de plus de 8 milliards d’euros, mais son histoire est jalonnée de  dysfonctionnements et de scandales. Connecté au réseau en août 1995, il a subi en décembre de la même année une grave fuite de sodium suivie d’un incendie, qui l’a contraint à un arrêt durable. En 2010, la Commission de sûreté nucléaire (NSC), prédécesseur de l’ARN, a accepté son redémarrage, mais un nouvel accident, la chute d’un engin de levage dans la cuve, l’a contraint à un nouvel arrêt. En 2012, l’Agence japonaise de l'énergie atomique (JAEA), l’exploitant ayant succédé à PNC, a été reconnue coupable de ne pas avoir effectué les inspections sur près de 25 % des composants du site. L’ARN a recommandé de lui retirer la gestion du site en 2015. Finalement, en 2016, le gouvernement décide de fermer le surgénérateur.
La fin de Monju interroge sur la poursuite au Japon de la politique du cycle nucléaire auquel le gouvernement ne veut pas renoncer. Pour compenser l’abandon de Monju, les autorités évoquent un autre surgénérateur, le réacteur Joyo, plus petit, construit dans les années 1970 dans la Préfecture d'Ibaraki mais arrêté en 2008 après un accident. Le Japon a également signé en 2014 un accord de coopération avec la France sur le projet de réacteur à neutrons rapides Astrid.

### Risque de prolifération nucléaire
L'incapacité du Japon à mettre en œuvre une filière de retraitement a généré des stocks considérables de matières radioactives. Les électriciens japonais possèdent en 2018 un total de 47 tonnes de plutonium, dont 10 tonnes dans leurs centrales et 37 tonnes dans les centres de retraitement de La Hague en France et de Sellafield au Royaume Uni. L'administration américaine ainsi que les gouvernements chinois et coréen ont exprimé leur inquiétude sur les risques de prolifération nucléaire présentés par une telle quantité de plutonium. Le gouvernement de Shinzō Abe promet le 3 juillet 2018 d'organiser une réduction de ces réserves. Mais l'opération s'avère compliquée : à cette date, seuls neuf réacteurs sont en fonctionnement, dont quatre seulement utilisent partiellement des assemblages de MOX.

## Organismes

### Agences de réglementation nucléaire
- Autorité de régulation nucléaire (NRA) : agence de sûreté nucléaire relevant du ministère de l'Environnement, créée le 19 septembre 2012. Elle a remplacé l'Agence de sûreté nucléaire et industrielle et la Commission de sûreté nucléaire.
- Commission japonaise de l'énergie atomique (JAEC) : fonctionnant désormais comme une commission d'enquête auprès du cabinet japonais, cette organisation coordonne les plans de l'ensemble du pays dans le domaine de l'énergie nucléaire.

### Recherche
Ces organisations sont des organismes de recherche financés par le gouvernement, même si nombre d'entre elles bénéficient d'un statut spécial qui leur confère un pouvoir administratif distinct de celui du gouvernement japonais. Leurs origines remontent à la Loi fondamentale de 1955, mais elles ont été réorganisées à plusieurs reprises depuis leur création :
- l'Institut de recherche sur l'énergie atomique (JAERI) : organisme original de recherche sur l'énergie nucléaire, créé par le gouvernement japonais en coopération avec des partenaires américains en 1956, et remplacé par le JAEA en 2005.
- la Société du combustible nucléaire (NFC) : cette organisation a été créée avec le JAERI dans le cadre de la Loi fondamentale de 1955 et a ensuite été réorganisée pour devenir le PNC.
  - le Société de développement des réacteurs et du combustible nucléaire (PNC) : a succédé à la NFC en 1967 afin de réaliser une construction plus directe de centrales nucléaires expérimentales, et a été rebaptisée JNC en 1998.
  - l'Institut du cycle du combustible (JNC) : agence semi-gouvernementale, a été créée en 1998 en tant que successeur direct du PNC. Cette organisation exploitait les réacteurs expérimentaux et de démonstration de Lojo et Monju.
- l'Agence de l'énergie atomique (JAEA) ; Il s'agit de l'organisation de recherche nucléaire primaire moderne et actuellement en activité au Japon. Elle est issue de la fusion de JAERI et JNC en 2005.

## Accidents nucléaires
En termes de conséquences des rejets de radioactivité et des dommages au cœur, l'accident nucléaire de Fukushima I en 2011 a été le pire qu'ait connu l'industrie nucléaire japonaise, en plus de se classer parmi les pires accidents nucléaires civils, bien qu'aucun décès n'ait été causé ni aucune exposition grave des travailleurs aux radiations.
L'accident de criticité dans l'usine de fabrication de combustible de Tokaimura en 1999 a fait deux morts parmi les travailleurs, un autre a été exposé à des niveaux de rayonnement supérieurs aux limites légales et plus de 660 autres ont reçu des doses de rayonnement détectables mais dans les limites autorisées, bien en dessous du seuil susceptible d'affecter la santé humaine.
La centrale nucléaire de Mihama a connu une explosion de vapeur dans l'un des bâtiments de la turbine en 2004, où cinq travailleurs ont été tués et six blessés.

## Mouvement antinucléaire

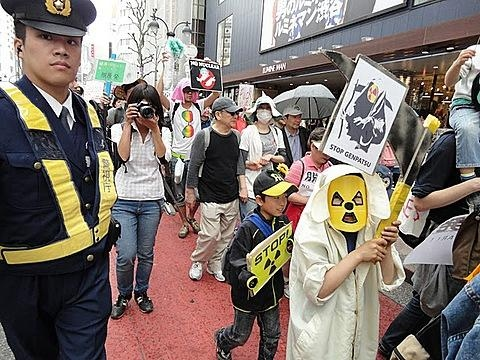
Manifestation anti-nucléaire en 2011.